# Tứ Tử Vương
Tứ Tử Vương (tiếng Trung: 四子王旗; bính âm: Sìzǐwáng Qí) là một kỳ của địa cấp thị Ulanqab (Ô Lan Sát Bố), khu tự trị Nội Mông Cổ, Trung Quốc. Tên của kỳ được đặt theo bốn anh em người Mông Cổ là: Sengge (僧格, Tăng Cách), Suonuobu (索諾布, Sách Nặc Bố), Emubu (鄂木布, Ngạc Mộc Bố) và Yi'erzhamu (伊爾扎木, Y Nhĩ Trát Mộc), họ là hậu duệ của Khasar, một người anh em trai của Thành Cát Tư Hãn. Bốn người này đã lãnh đạo thị tộc của mình tham gia cùng nhà Thanh trong cuộc chinh phục Trung Nguyên và lật đổ nhà Minh.

### Trấn
- Ô Lan Hoa (乌兰花镇)
- Cát Sinh Thái (吉生太镇)
- Cung Tể Đường (供济堂镇)
- Khố Luân Đồ (库伦图镇)
- Bách Âm Hồ Khắc Đồ (白音朝克图镇)

### Hương
- Đông Bát Hiệu (东八号乡)
- Hốt Kê Đồ (忽鸡图乡)

### Tô mộc
- Tra Can Bổ Lực Cách (查干补力格苏木)
- Não Mộc Canh (脑木更苏木)
- Hồng Cách Nhĩ (红格尔苏木)
- Giang Ngạn (江岸苏木)

### Khác
- Mục trường Ô Lan (乌兰牧场)